# Mackay Region
Mackay Region är en region i Australien. Den ligger i delstaten Queensland, omkring 820 kilometer nordväst om delstatshuvudstaden Brisbane. Antalet invånare var 114 969 vid folkräkningen 2016.
Följande samhällen finns i Mackay:
- Mackay
- Walkerston
- Sarina
- The Leap
- Te Kowai
- Septimus
- Yalboroo

Omgivningarna runt Mackay är en mosaik av jordbruksmark och naturlig växtlighet. Runt Mackay är det ganska tätbefolkat, med 160 invånare per kvadratkilometer. Genomsnittlig årsnederbörd är 1 672 millimeter. Den regnigaste månaden är mars, med i genomsnitt 448 mm nederbörd, och den torraste är september, med 21 mm nederbörd.